# 潁河
颍河，又名沙颍河，古称颍水，是中国淮河最大的支流，位于安徽省西北部及河南省东部。源出河南省嵩县车村镇东沙沟，东南流至安徽省颍上县东南杨湖镇沫河口汇入淮河，全长619公里，流域面积36651平方公里。。

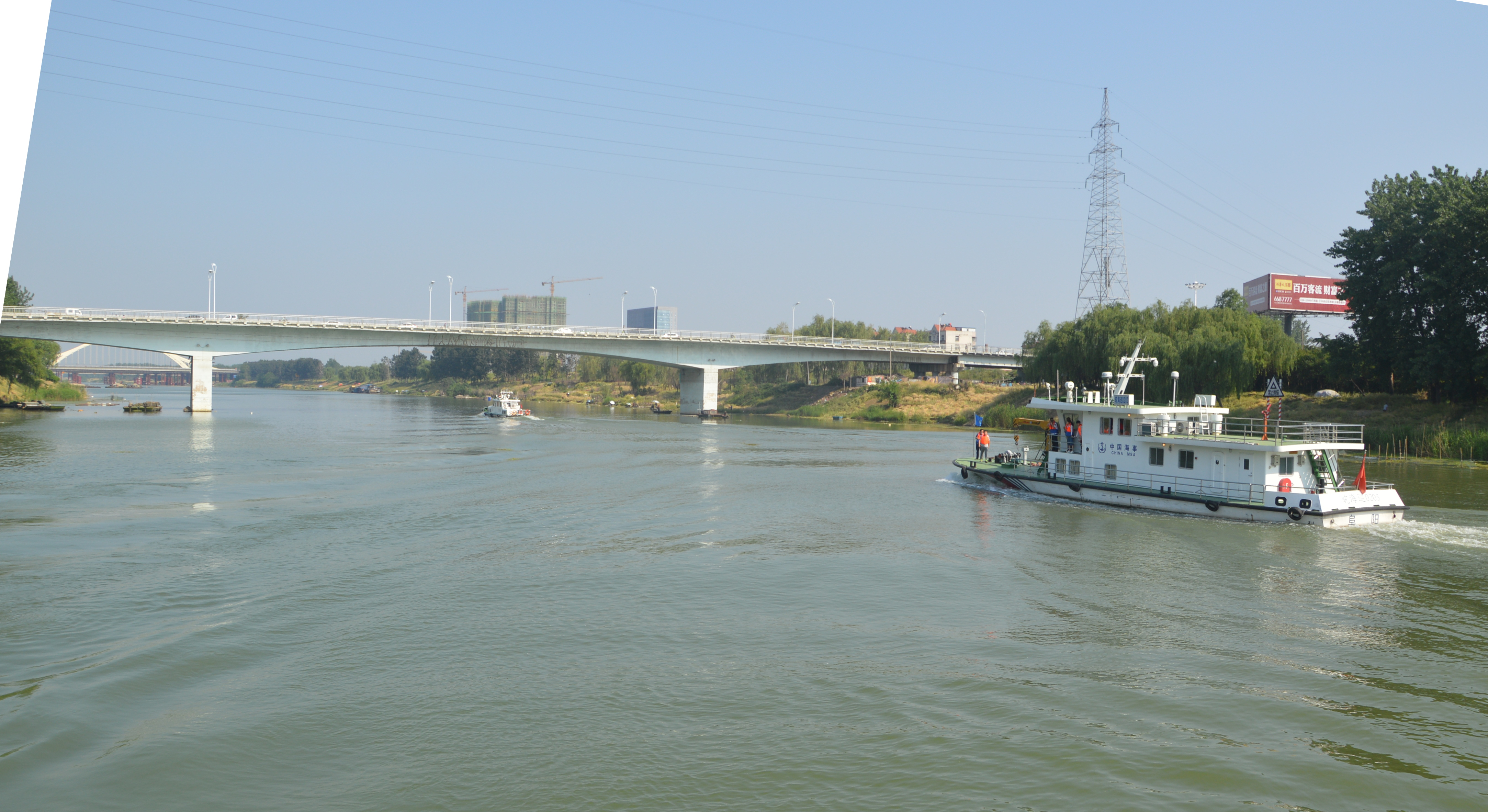
沙颍河于安徽省阜阳市阜阳闸下阜裕大桥处

古代颍水是“四渎八流”中的“八流”之一。今颍河上游的北汝河、澧河、沙河等原是古汝水支流，元朝至正年间，为了解决汝水水患，将汝水上游改道入颍河，从此汝水的上游部分便改属颍河水系。2005年6月安徽省太和县耿楼水利枢纽建成后，颍河周口市以下河段可全年通航。